# Ngaringan (Ngaringan)
Ngaringan is een bestuurslaag in het regentschap Grobogan van de provincie Midden-Java, Indonesië. Ngaringan telt 2798 inwoners (volkstelling 2010).